# Powódź w Poznaniu (1551)
Powódź w Poznaniu w 1551 – powódź, która nawiedziła Poznań po Wielkanocy 1551. Była jedną z największych powodzi jakie kiedykolwiek dotknęły Poznań - prawdopodobnie trzecia co do wysokości stanu wody.
Klęska nawiedziła Poznań tuż po Wielkanocy 1551 i trwała od 10 do 24 marca. Zalaniu uległy: Chwaliszewo, Grobla, Garbary, Rybaki, Ostrów Tumski i większa część Starego Miasta. Wodowskaz na Chwaliszewie wskazał podniesienie stanu Warty do 9-10 metrów. Wody Warty zalały m.in. katedrę, mocno uszkadzając jej konstrukcję. Na zalanych obszarach część domów znalazła się całkowicie pod wodą (do dachów). Konieczna była masowa ucieczka ludności z tych terenów. Zerwaniu uległy wszystkie ówczesne mosty i większość młynów (m.in. rzeka porwała 31 kamieni młyńskich). Trudności komunikacyjne spowodowały problemy z aprowizacją - konieczne było fundowanie posiłków dla najuboższych warstw społecznych przez miasto (chodziło o kilka tysięcy ludzi). Zalaniu uległy na kilka metrów wszystkie kościoły z wyjątkiem św. Marcina i św. Wojciecha (zlokalizowane na wzgórzach). Na ulice wypłynęły z nich m.in. trumny i zwłoki. Również Stary Rynek zalany był do tego stopnia, że konie [...] pływały (mogło to być 1,7-2m). Dostęp do ratusza możliwy był tylko łodziami. Wiele domów uległo zawaleniu lub poważnym uszkodzeniom konstrukcyjnym. Trudną sytuację ludności pogorszył fakt, że podczas kulminacji powodzi doszło do gwałtownego ochłodzenia i wiał silny wiatr. Liczba ofiar katastrofy nie jest znana.